# Arum apulum
Arum apulum là một loài thực vật có hoa trong họ Ráy (Araceae). Loài này được (Carano) P.C.Boyce mô tả khoa học đầu tiên năm 1993.